# Julkalendern: Mysteriet med renviskaren
Julkalendern: Mysteriet med renviskaren (finska: Joulukalenteri: Porokuiskaajan arvoitus) är en finsk julkalender i Yle från 2014, skapad av Timo Parvela, en författare som bland annat skrivit böckerna om Ella och hennes vänner. Julkalendern började sändas i Yle TV2 den första december 2014 och avslutades på julafton samma år. Den sändes vid 50-årsjubileet för Yles barnprogram. Serien är Yles mest sedda julkalender och repriserades 6 år senare i december 2020. Den fick 500 000 tittare dagligen och nominerades även till en Gyllene Venla i kategorin Barn- och ungdomsprogram. En uppföljare till serien Julkalendern: Ett isande äventyr visades som Yles julkalender december 2016.
Serien gavs ut på DVD av VLMedia den 30 oktober 2015.

## Handling
Serien handlar om tomteflickan Pirpana som skickades på uppdrag av uppfinnaren Sherlokkinen att hitta ägaren till en hund som julpyntsskaparen Väinö tidigare hittat vid en promenad.

## Karaktärer
- Pirpana är en ung och ganska klumpig tomte från Tomtebyn. Pirpanas dröm är att en dag få bli en riktig tomte. Han får i uppdrag av Sherlokkinen att söka i storstaden efter den försvunna ägaren till en hund som heter Rekku. På väg till staden blir Pirpana vän med den vänliga mannen Väinö. Pirpana spelas av Kreeta Salminen.
- Väinö är en godhjärtad man. Han bor i storstaden och hittade en hund vid namn Rekku en dag när han var ute och gick. Väinö älskar julen över allt annat och har alltid drömt om att få vara tomtens hjälpreda. Väinö har som jobb att tillverka och sälja julpynt. Väinö spelas av Ville Majamaa.
- Sherlokkinen är en speciell tomte i Tomtebyn. Han skickar iväg Pirpana att slutföra en uppgift. Sherlokkinen är mycket blyg och misstänksam av sig och blir ibland förstenad av Övertomten. Sherlokkinen spelas av Vesa Vierikko.
- Övertomten är den högsta tomten av Tomtebyns alla tomtar. Han är stolt och lite självisk av sig. Övertomten är skeptisk till den unge Pirpana. Övertomten spelas av Pirkka-Pekka Petelius.
- Rekku är en hund som Väinö hittar på gatan och vars ägare han vill hitta. Det visar sig senare att Rekku inte är en vanlig hund. Rekku spelas i serien av en hund som i verkligheten heter Hupi vars röst görs av Tiina Weckström.

## Rollista
- Kreeta Salminen – Pirpana
- Ville Majamaa – Väinö
- Pirkka-Pekka Petelius – Övertomten
- Vesa Vierikko – Sherlokkinen
- Tiina Weckström – Rekku (röst)
- Vesa-Matti Loiri – Jultomten
- Mika Eirtovaara – Kauppinen
- Netta Hirvenkivi – Tomte
- Juho Rissanen – Tomte
- Henrik Ahonen – Tomte
- Johanna Roihuvuo – Tomte
- Maarit Särkilahti – Tomte
- Eino Niemelä – Barn
- Ukko-Ilmari Majamaa – Unga Väinö
- Emilia Erholz – Unga Pirpana
- Sohvi Suominen – Tomteelev
- Veera Ruhanen – Tomteelev
- Joel Valli – Tomteelev
- RudiRok – Renljud/maskinljud

## Avsnitt
| Nr  | Titel                                                       |
| --- | ----------------------------------------------------------- |
| 1.  | Joulu on tulossa ja täällä on miljoona lahjaa paketoimatta! |
| 2.  | Pirpana ei ala T:llä                                        |
| 3.  | Tontunmittainen tehtävä                                     |
| 4.  | Suomi, Viro, Puola, Tadžikistan...                          |
| 5.  | Pirpana piinapenkissä                                       |
| 6.  | Onko hän vai eikö ole hän?                                  |
| 7.  | Joulupukin erikois-O                                        |
| 8.  | Sitä kutsutaan arkimaailmaksi                               |
| 9.  | Väenö, Väenö missä on se koera?                             |
| 10. | Arkimaailman ihmeet                                         |
| 11. | Jouluihmisiä                                                |
| 12. | Terveisiä Nenätunturilta!                                   |
| 13. | Onkos täällä kilttejä tonttuja?                             |
| 14. | Käännöshaukkuja                                             |
| 15. | Kiltit tontut                                               |
| 16. | Salaperäinen Shukulainen                                    |
| 17. | Kenelle porokellot kalkattavat?                             |
| 18. | Kauppaa Kauppisen kanssa                                    |
| 19. | Onko peli menetetty?                                        |
| 20. | Joulupukki saa kilpailijan                                  |
| 21. | Kyllä vai ei?                                               |
| 22. | Paluu Korvatunturille                                       |
| 23. | Luota itseesi, Pirpana!                                     |
| 24. | Hyvää matkaa Pirpana!                                       |